# Agi Csonka
Agi Eva Csonka (født 4. august 1960) er en dansk erhvervsleder, forsker, oplægsholder, forfatter, klummeskribent og Ridder af Dannebrog.

## Opvækst og baggrund
Agi Csonka er født i Danmark og opvokset i Ølstykke og Ishøj. Begge forældre var ungarske flygtninge, som flygtede fra Ungarn i 1956 i forbindelse med den folkelige opstand, og efter en tid i en østrigsk flygtningelejr, drog de mod Danmark.

## Karriere
Agi Csonka er uddannet cand.phil. ved Institut for Statskundskab på Københavns Universitet i 1988. Hun var i en årrække forsker ved SFI, og blev i 2000 Ph.D. I ledelse og arbejdsorganisation ved Institut for Statskundskab, Københavns Universitet. Herefter skiftede hun til det private erhvervsliv og var blandt andet Business Manager ved Rambøll Management og afdelingschef i Koncern HR, TDC, hvor hun blandt andet arbejdede med mangfoldighed og CSR. I 2007 skiftede hun tilbage til den offentlige sektor, først som administrerende direktør for Danmarks Evalueringsinstitut for så i 2013 at vende tilbage til SFI som administrerende direktør. Denne stilling bestred hun til september 2017, hvor hun tiltrådte som programchef i Villum Fonden med ansvar for Børn, Unge og Science.
Sideløbende har Csonka siddet som medlem eller formand i en lang række bestyrelser, kommissioner og tænketanke. Blandt hendes aktive tillidshverv er formandskabet for Dansk Flygtningehjælp og Børnerådet.
Andre bestyrelsesaktiviteter omfatter også formandskaber for bestyrelserne for Hjem til Alle og Ungdomsbureauet. I en fire-årig periode, frem til 2017, var Csonka formand for Rådet for børns læring og har i 2017 udgivet bogen ‘Hvordan får vi mere lighed i uddannelse?’.

### CV
- 2017 -		Programchef, Villumfonden
- 2013 - 2017	Adm. direktør , SFI - Det nationale forskningscenter for Velfærd
- 2007 - 2013	Adm. Direktør, EVA – Danmarks Evalueringsinstitut
- 2003 - 2006	Afdelingschef (2004-06), Sektionschef (2003), Koncern HR TDC A/S
- 2000 - 2003	Business manager (2001-03), Manager (2000-01), Chefkonsulent (2000) Rambøll Management
- 1993 - 2000 	Forsker, Ph.d. SFI - Socialforskningsinstituttet
- 1989 - 1993	Konsulent, Arbejdsmarkedsstyrelsen
- 1987 - 1993 	Forskningsmedarbejder, Nordisk Ministerråd

#### Uddannelse og efteruddannelse
- 2000 	Ph.D., Institut for Statskundskab, Københavns Universitet og Stanford University, USA
- 1988	Cand. Phil, Institut for Statskundskab, Københavns Universitet
- 2012	Design Thinking Bootcamp, Stanford University, Palo Alto
- 2009	Leadership essentials, Columbia University, New York
- 2005	Business Insight, DIEU/INSEAD

## Tillidshverv

### Bestyrelser
- 2018 -	Formand for Dansk Flygtningehjælp
- 2017 -	Formand for bestyrelsen for Hjem til Alle
- 2016 - 2018	Medlem af DEAs Board
- 2015 - 2018 Formand for bestyrelsen for Ungdomsbureauet
- 2014 - 2018	Medlem af UCCs bestyrelse
- 2008 - 2013	Medlem af bestyrelsen for Brøndum & Fliess
- 2002 - 2005	Medlem af bestyrelsen for Netredaktionen

### Råd, Kommissioner mv.
- 2020 - Formand for Børnerådet
- 2016 - 2017	Formand for Københavns Kommunes ekspertudvalg vedr. social kontrol
- 2014 - 2017	Formand for Rådet for Børns Læring (rådgiver for undervisningsministeren)
- 2014 - 2015	Medlem af Forsknings- og Uddannelsesministeriets Mønsterbryderkorps
- 2011 - 2012	Medlem af Socialministeriets Taskforce for Integration
- 2011 - 2012	Medlem af Moderniseringsstyrelsens Toplederboard for strategisk ledelse af mangfoldighed
- 2010 - 2014	Formand for Københavns Kommunes Integrationstænketank
- 2007 - 2010	Medlem af Beskæftigelsesministeriets Seniortænketank (udpeget af Beskæftigelsesministeren)
- 2005 - 2006	Medlem af Regeringens arbejdslivs-familielivskommission
- 1997 - 1999	Medlem af Seniorpolitisk Udvalg, Arbejdsministeriet
- 1996 - 1997	Medlem af Udvalg om informationssamfundets betydning for job-indhold og arbejdets organisation, Arbejdsministeriet

### Hverv indenfor Forskning og Videregående uddannelse
- 2017 -	Formand for akkrediteringspanel for institutionsakkreditering af Erhvervsakademiet Dania
- 2012 - 2016	Formand for aftagerpanel, Roskilde Universitetscenter
- 2006 - 2011 	Medlem af erhvervsforskerudvalget (vurderer og godkender erhvervs Ph.d.)
- 2007 - 2011	Medlem af Undervisningsministeriets følgegruppe for læreruddannelsen
- 2007 - 2009	Medlem af aftagerpanel Institut for Statskundskab, Københavns Universitet
- 2004 - 2007	Medlem af ITEKS forsknings- og uddannelsespolitiske udvalg (Dansk Industri)
- 2002 - 2005	Censor ved Sociologi, Københavns Universitet og Aalborg Universitet

### Andet
- 2009 - 2014	Medlem af Advisory Board, Center for erhvervs- og ledelsesfilosofi
- 2009 - 2010	Medlem af Mandag Morgens tænketank om professionsfaglig ledelse
- 2007 - 2009	Medlem af referencegruppe for Kvalitetsudvikling i den offentlige sektor (SCKK)
- 2003 - 2004	Medlem af tænketank for AC vedr. kompetenceudvikling
- 2002		Medlem af tænketank for HK vedr. teknologiens betydning for fremtidige arbejdsformer
- 2012 - 2013	Medlem af dialoggruppe for Ny Nordisk Skole
- 1999 - 	Klummeskribent på bl.a. Aktuelt, Ugebrevet A4, Berlingske Tidende (Executive-klummen)